# 나카오구니역
나카오구니역(일본어: 中小国駅은 일본 아오모리현 히가시쓰가루군 소토가하마정에 위치한 동일본 여객철도 쓰가루 선과 홋카이도 여객철도 가이쿄 선의 철도역으로 쓰가루 선의 소속역임에도 이 역을 기점으로 하는 가이쿄 선 등 2개의 노선이 운행되었으며 단선 승강장 1면 1선의 구조를 갖춘 지상역이지만 2022년 8월 집중호우로 토사가 유실되면서 2027년 폐역될 예정이다.

## 역 주변
- 시모오구니 회관

## 역사
- 1958년 10월 21일 : 일본국유철도 쓰가루 선의 가니타역 - 민마야역 간 개업에 의해, 이 노선의 역으로서 개업.
- 1987년 4월 1일 : 일본국유철도 분할 민영화에 의해, 동일본 여객철도가 승계.
- 1988년 3월 13일 : 홋카이도 여객철도 가이쿄 선 개업에 의해, 쓰가루 선의 아오모리 역 - 이 역 - 신나카오구니 신호장 간이 전철화. 또한, 이 역 - 신나카오구니 신호장 간이 쓰가루 선과 가이쿄 선의 중복 구간으로 되어, 이 역은 여객영업상의 분기역으로 해서, JR 홋카이도와 JR 동일본의 경계역이 되다.

## 인접 역
| 동일본 여객철도 쓰가루 선   | 동일본 여객철도 쓰가루 선 | 동일본 여객철도 쓰가루 선        |
| --------------------------- | ------------------------- | -------------------------------- |
| 가니타 아오모리 방면        | ■ 쓰가루 선               | 오다이 민마야 방면               |
| 홋카이도 여객철도 가이쿄 선 |                           |                                  |
| 시·종착역                   | ■ 가이쿄 선               | 오쿠쓰가루이마베쓰 기코나이 방면 |